# 리틀 윌리 존
윌리엄 에드워드 "리틀 윌리" 존(William Edward "Little Willie" John, 1937년 11월 15일 ~ 1968년 3월 26일)은 1950년대에서 1960년대 초까지 활동한 미국계 로큰롤 및 리듬 앤 블루스 가수다. 〈All Around the World〉 (1955), 〈Need Your Love So Bad〉 (1956), 〈Fever〉 (1956) 등의 성공적인 차트 성적으로 유명한 1950년대 R&B의 거물로 1996년 로큰롤 명예의 전당에 입성했다.
가수 메이블 존스와는 남매 사이다. 아들 키스 존은 스티비 원더의 백 보컬리스트를 맡았다.

## 생애
아칸소주 컬런데일 출신으로 릴리 존(혼전 성 로빈스)과 머티스 존의 열 자녀 가운데 한 명이었다. 많은 문헌에서 에드거(Edgar)가 미들 네임이라고 주장되지만 잘못된 사실이다.
네 살 때 가족들과 부친의 공장 구직을 위해 미시간주 디트로이트로 이주했다. 1940년대 말 맏형제들과 복음성가 그룹을 결성한다. 윌리는 재능 대회에도 출전했는데, 이것이 조니 오티스, 그 이후에 헨리 글로버의 주목을 받았다. 폴 "허클벅" 윌리엄스 오케스트라와 노래하는 모습을 본 글로버가 1955년 그를 킹 레코드와 음반 계약을 맺도록 주선했다. 단신에 착안해 "리틀 윌리(Little Willie)"라 불렸다.
첫 녹음인 티터스 터너의 〈All Around the World〉는 빌보드 R&B 차트 5위의 히트였다. 이후로도 연속적인 R&B 히트를 배출한다. 맏형제 머티스 존 2세가 작곡한 〈Need Your Love So Bad〉가 그 예시다. 가장 성공한 곡 가운데 하나인 〈Fever〉 (1956)는 1958년의 페기 리 버전이 더 유명해졌지만, 존은 이 곡으로써 1백 만 판매를 수립하고 골드 디스크를 수상했다. 1958년 발표된 〈Talk to Me, Talk to Me〉는 R&B 차트 5위, 팝 차트 20위 달성과 아울러 1백만 장 이상 판매되었다. 이 곡은 수년 뒤 서니 & 더 선글로스의 커버 버전으로 다시 히트한다. 이 외에도 로비 툼스의 〈I'm Shakin'〉, 〈Suffering with the Blues〉, 〈Sleep〉 (1960년 팝 13위)을 녹음했다. 그렇게 존은 빌보드 핫 100에 총 14곡을 편입시켰다.
존은 성마름과 알콜 중독으로 알려져 있었다. 1963년에는 음반사에서 퇴출되었다. 1964년 또는 1966년, 시애틀 공연 이후 칼을 이용한 고살로 왈라왈라의 워싱턴 주립 교도소로 이송되었다. 판결에 항소하여 사건이 재심사되는 출소기한에 컴백 음반으로 목표한 음반을 취입했으나, 계약 분쟁과 항소 기각으로 2008년까지 공개되지 못했다.
존은 1968년 교도소에서 물고했다. 《롤링 스톤》은 교도소 병원에서 폐렴으로 입원할 당시 사망했다고 보도하지만, 사망증명서는 심장마비로 사망 원인을 밝히고 있다. 미시간주 워런의 디트로이트 메모리얼 파크에 매장되었다.

## 사후
1996년 로큰롤 명예의 전당에 헌액되었다.
초창기에 존을 위해 오프닝을 열었던 제임스 브라운은 헌정음반 《Thinking About Little Willie John and a Few Nice Things》을 녹음했다. 더 밴드의 기타리스트 겸 작곡가 로비 로버트슨은 1987년 셀프 타이틀 음반 수록곡 〈Somewhere Down the Crazy River〉에서 존을 언급했다. 존은 톰 러셀의 〈Blue Wing〉과 마크 라네건의 2004년 음반 수록곡 〈Like Little Willie John〉에서 언급되기도 한다.
2011년 수잔 윗톨과 케빈 존이 집필한 전기 《Fever: Little Willie John, a Fast Life, Mysterious Death and the Birth of Soul》가 타이탄 북스에서 출간되었다.
2014년 오하이오주 클리브랜드의 리듬 앤 블루스 전당에, 2016년 미시간주 디어본의 전당에 헌액되었다.